# Різжак зебровий
Різжа́к зебровий (Campylorhynchus megalopterus) — вид горобцеподібних птахів родини воловоочкових (Troglodytidae). Ендемік Мексики.

## Опис

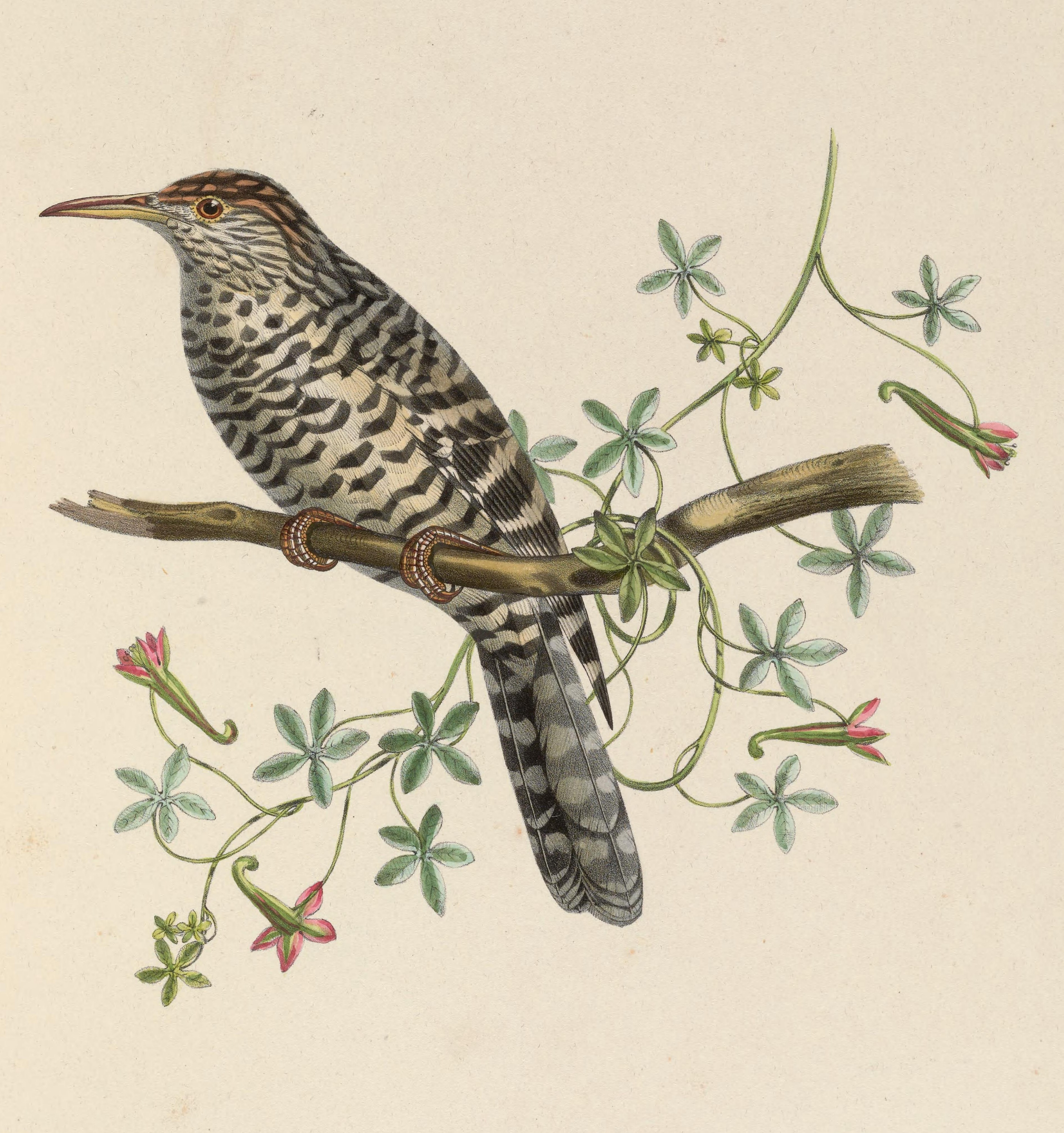
Зебровий різжак

Довжина птаха становить 17-19,5 см, вага 32,8-33,5 г. Тім'я чорнувате, посередині чорне, потилиця смугаста, чорно-біла, плечі чорні. Спина чорно-біла, крила і хвіст смугасті, чорно-білуваті. Горло і груди білуваті, поцятковані помітними чорними плямами, боки охристі, поцятковані нечіткими чорними смугами. Очі червонувато-карі, дзьоб зверху чорнуватий, знизу сірувато-чорний, лапи коричнювато-тілесного кольору. Виду не притаманний статевий диморфізм. Молоді птахи мають переважно охристе або коричнювате забарвлення, на тімені у них коричнева пляма. Смуги на спині і плями і грудях у них відсутні. Представники підвиду C. m. nelsoni є меншими за представників типового підвиду, смуги і плями на нижній частині тіла у них переважно сірувато-коричневі, а не чорні.

## Підвиди
Виділяють два підвиди:
- C. m. megalopterus Lafresnaye, 1845 — Трансмексиканський вулканічний пояс (від Халіско і Мічоакана на схід до західної Пуебли;
- C. m. nelsoni (Ridgway, 1903) — південь Східної Сьєрра-Мадре (від заходу центрального Веракруса через схід Пуебли до півночі Оахаки).

## Поширення і екологія
Зеброві різжаки живуть в гірських хвойних і мішаних лісах, зокрема в сосново-дубових лісах, в Мічоакані в ялинових лісах. Зустрічаються на висоті від 2100 до 3150 м над рівнем моря. Живляться дрібними безхребетними, яких шукають серед епіфітів, моху і лишайників, а також в соснових шишках, однак не на землі. Сезон розмноження у зебрових різжаків триває з травня по червень. Гніздо кулеподібне з бічним входом, робиться з моху, розміщується на висоті 15-20 м над землею, на дубі, хвойному дереві або суничнику. Зебровим різжакам притаманний колективний догляд за пташенятами..